# Jadwiga Brześniowska
Jadwiga Brześniowska, po mężu Weiss (ur. 3 października 1920 w Samborze, zm. 4 maja 1993 w Zielonej Górze) – polska siatkarka i lekkoatletka, medalistka mistrzostw Europy w siatkówce, medalistka mistrzostw Polski w lekkiej atletyce.

## Kariera sportowa
Przed II wojną światową była zawodniczką Sokoła Sambor (1936–1939). Po wojnie reprezentowała barwy ZZK Poznań (1947-1950). W reprezentacji Polski w siatkówce debiutowała w historycznym, pierwszym meczu tej drużyny - 14 lutego 1948 z Czechosłowacją. Dwukrotnie zdobyła medale mistrzostw Europy - brązowy w 1949 i srebrny w 1950. Ostatni raz wystąpiła w reprezentacji Polski w meczu mistrzostw Europy w 1950 z Węgrami - 22 października 1950. Łącznie w drużynie narodowej wystąpiła 19 razy.
W 1948 zdobyła dwa brązowe medale mistrzostw Polski w lekkiej atletyce - w rzucie oszczepem i pięcioboju. Uprawiała także pchnięcie kulą i rzut dyskiem, startując w finałach tych konkurencji w mistrzostwach Polski. Po występach w ZZK Poznań (1947–1950) reprezentowała: LZS Zielona Góra (1955) oraz Lumel Zielona Góra (1956).